# خريستو ستويتشكوف

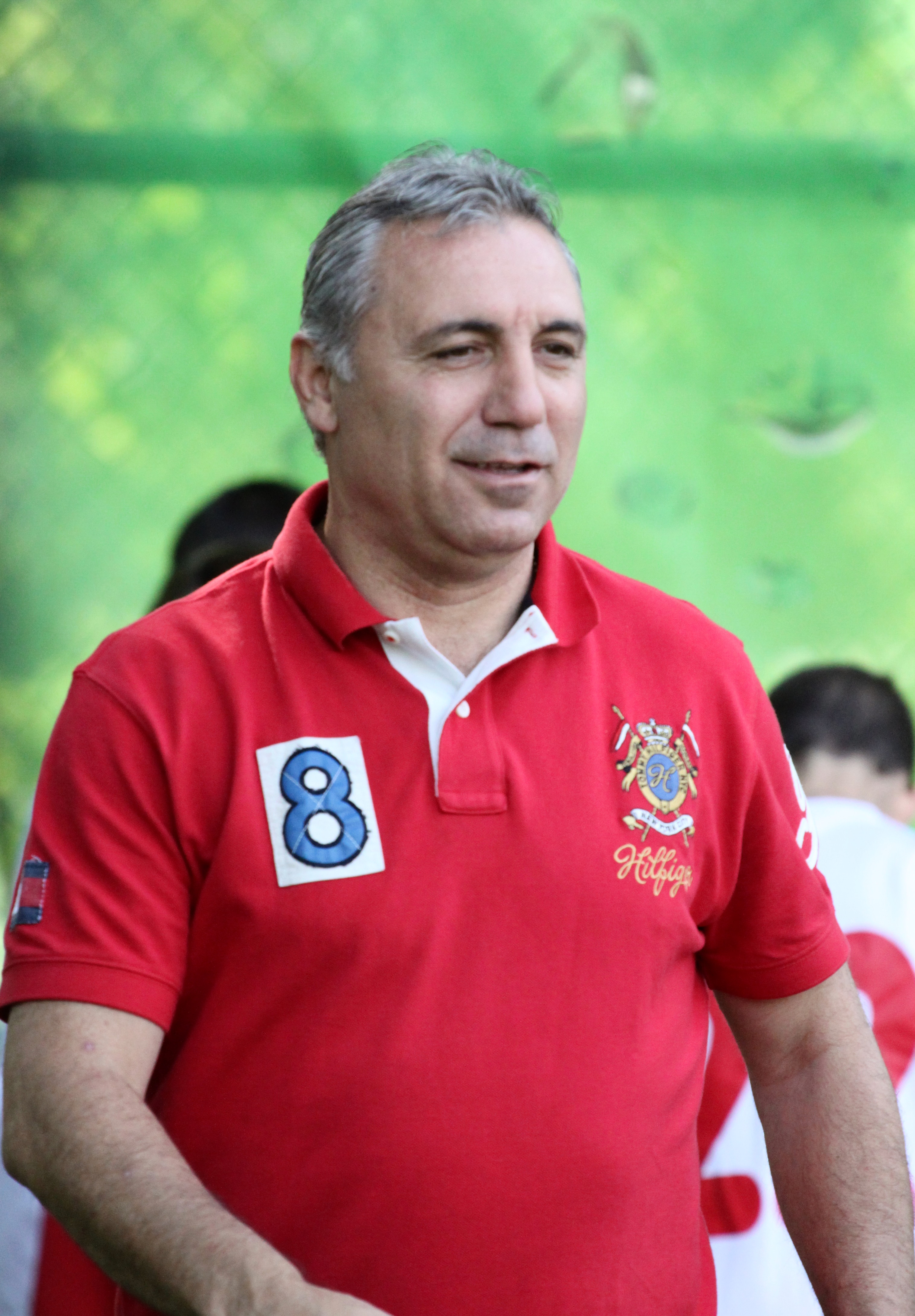
ستويتشكوف سنة 2011

خريستو ستويتشكوف (بالبلغارية: Христо Стоичков Стоичков)، هو لاعب كرة قدم بلغاري سابق من مواليد 8 فبراير 1966 في بلوفديف في بلغاريا، كان هداف كأس العالم لكرة القدم 1994 ووصل مع المنتخب البلغاري في تلك البطولة إلى المركز الرابع، وحصل على الحذاء الذهبي لأفضل لاعب بالعالم مره واحده والكره الذهبية مرة واحدة أيضا، ويعد من اساطير نادي برشلونة الإسباني، واختير من قبل بيليه ضمن قائمة أفضل 125 لاعب حي في مارس 2004.

## مسيرته الكروية
بدأ ستويتشكوف مسيرته الكروية مع نادي سيسكا صوفيا البلغاري في سنة 1984، ولعب معهم حتى عام 1990، وقد شارك خلال تلك الفترة في 119 مباراة وسجل 81 هدف، وفي عام 1990 انتقل إلى نادي برشلونة الإسباني، ولعب معهم لمدة خمسة مواسم، ولعب خلال تلك الفترة في 151 مباراة وسجل 76 هدف، وفي موسم 1995/1996 انتقل إلى نادي بارما الإيطالي، ولعب معهم 23 مباراة وسجل 5 أهداف.
و في سنة 1996 عاد إلى نادي برشلونة الإسباني، ولعب معهم لمدة موسمين، وشارك خلالهما في 24 مباراة وسجل 7 أهداف، وفي سنة 1998 انتقل إلى نادي النصر السعودي، ولعب معهم مباراتين وسجل هدف واحد وحقق معهم كأس الكؤوس الآسيوية، وفي موسم 1998-1999 انتقل إلى نادي كاشيوا ريسول الياباني، ولعب معهم 28 مباراة وسجل 13 هدف، وفي عام 2000 انتقل إلى نادي شيكاغو فاير الأمريكي، ولعب معهم لمدة سنتين، شارك خلالهما في 51 مباراة وسجل 17 هدف، واختتم مسيرته الكروية مع نادي دي سي يونايتد في سنة 2003، ولعب معهم 21 مباراة وسجل 5 أهداف.
و قد لعب مع منتخب بلغاريا لكرة القدم 83 مباراة وسجل 37 هدف.
وفي موسم 2003/2004 بدأ مسيرته التدريبية مع نادي برشلونة، حيث كان يدرب المهاجمين، وبعد استقالة بلامين ماركوف من تدريب منتخب بلغاريا لكرة القدم بعد فشله في كأس الأمم الأوروبية لكرة القدم 2004، تم اختياره مدربا لمنتخب بلغاريا في 15 يوليو 2004.
و قد بدأ بداية سيئة، حيث لم يستطع أن يقود منتخب بلغاريا لكرة القدم إلى التأهل إلى كأس العالم لكرة القدم 2006.

## روابط خارجية
- خريستو ستويتشكوف على موقع الاتحاد الدولي (مؤرشف)  (الإنجليزية)
- خريستو ستويتشكوف على موقع الاتحاد الأوربي (الإنجليزية)
- خريستو ستويتشكوف على موقع رابطة كرة القدم اليابانية للمحترفين (اليابانية)
- خريستو ستويتشكوف على موقع الدوري الأمريكي (الإنجليزية)
- خريستو ستويتشكوف على موقع قاعدة بيانات كرة القدم.إي يو (الإنجليزية)
- خريستو ستويتشكوف على موقع ناشيونال فوتبول تيمز (الإنجليزية)
- خريستو ستويتشكوف على موقع Soccerway.com (الإنجليزية)
- خريستو ستويتشكوف على موقع عالم كرة القدم.نت (الإنجليزية)